# دايكلوفوب-ميثيل
دايكلوفوب-ميثيل هو مبيد اختياري يستخدم في مكافحة الحشائش النجيلية الحولية على القمح، الشعير، فول الصويا، ويستخدم بصفة أساسية قبل الانبثاق أو قبل الزراعة بالخلط مع التربة، وتعتبر مادة ضارة بصحة الإنسان وبالبيئة، تتراوح فترة عمر نصف العمر له بين 10-30 يوماً.